# Priscaleclercera
Genre
Priscaleclercera est un  genre fossiles d'araignées aranéomorphes de la famille des Psilodercidae.

## Distribution
Les espèces de ce genre ont été découvertes dans de l'ambre de Birmanie. Elles datent du Crétacé.

## Liste des espèces
Selon World Spider Catalog (version 20.5, 2020) :
- † Priscaleclercera brevispinae Wunderlich, 2017
- † Priscaleclercera ellenbergeri (Wunderlich, 2015)
- † Priscaleclercera longissipes (Wunderlich, 2012)
- † Priscaleclercera paucispinae Wunderlich, 2017
- † Priscaleclercera sexaculeata (Wunderlich, 2015)
- † Priscaleclercera spicula (Wunderlich, 2012)

et décrites depuis :
- † Priscaleclercera furcata Wunderlich & Müller, 2020
- † Priscaleclercera hamo Wunderlich & Müller, 2020
- † Priscaleclercera liber Wunderlich & Müller, 2020
- † Priscaleclercera christae Magalhaes, Porta, Wunderlich, Proud, Ramírez & Pérez-González, 2021

## Publication originale
- Wunderlich, 2017 : « New and rare fossil spiders (Araneae) in mid Cretaceous amber from Myanmar (Burma), including the description of new extinct families of the suborders Mesothelae and Opisthothelae as well as notes on the taxonomy, the evolution and the biogeography of the Mesothelae. » Beiträge zur Araneologie, vol. 10, p. 72–279.